# 永遠的1/2
參數所指定的目標頁面不存在，建議更正成存在頁面或直接建立下列一個頁面（建立前請先搜尋是否有合適的存在頁面可以取代）：
- 永遠的1/2 (小說)

永遠的1/2是一套從2000年9月4日至11月24日，在東京廣播公司（TBS）系列電視台的「愛的劇場」時段播映的午間電視劇。此劇共有60集，由戶田麻衣子及小澤真珠主演。

## 概要
- 在同一產科醫院、於同一天出生的美由紀與亞希，在出生後不久卻被對調身份，然後各自開展自己的人生。描寫在不知道事實的情形下再次相遇的兩人命運多舛的故事。
- 戶田麻衣子的姊姊戶田菜穗也在劇中作客串演出，為兩姊妹首次合演的作品。而多數飾演冷徹非道的反派春田純一，在此劇中所飾演的卻是一位好人。

## 角色及演員
- 芳本美由紀（戶田麻衣子）

室井綠的親生女兒，然而卻被當成芳本文子的孩子，在文子父母位於福島的家中成長。
- 室井亞希（小澤真珠）

文子的女兒，但被當作室井綠的孩子養大。
- 小山勝治（飯田基祐）

心療內科醫生，懷有善意的為美由紀的記憶喪失進行治療。
- 小山明日香（直瀨遙步）

勝治的妹妹。
- 大竹惠一（榊原利彦，現名咲輝）

醫生、亞希的前度戀人。
- 島田雅司（鈴木修平）

美由紀的舅舅。
- 島田陽子（廣岡由里子）

美由紀的舅母。
- 芳本初枝（野口ふみえ）

美由紀的祖母。
- 室井崇（河原崎建三）

室井綠的丈夫。
- 川島新一郎（春田純一）

室井綠的戀人、美由紀的親生父親。
- 室井綠（多岐川裕美）

美由紀的親生母親。因害怕她與川島的婚外情被揭發而以亞希替換美由紀，把亞希當成自己的親生孩子。
- 田口洋介（青木伸輔）

攝影師、美由紀就讀高中時的戀人。後來與亞希結婚。
- 芳本文子（芦川よしみ）

亞希的親生母親，才剛誕下亞希就在火災事故中身亡。
- 大泉（御木本伸介）

室井綠的顧問律師。
- 久我（山本道子）

律師事務所的職員。
- 三田奈津子（小島可奈子）
- （田島穗奈美）
- 永井謙作（竹井一馬）
- 律師（戶田菜穗）
- 律師（菊池均也）

- 其他演出者：森山祐子（現名）、潮哲也、大高洋夫、酒井敏也、陰山泰、新井量大、須永慶、吉岡美穗、志田未來、半海一晃、村杉蟬之介等等

## 主題曲
小谷美紗子「edelweiss」（日本環球音樂、UUCH-5005）

## 製作人員
- 原作：（Eileen Goudge）
- 企劃：貴島誠一郎、橋本孝
- 監製：鈴木伸太郎
- 編劇：山永明子、三上幸四郎、遠藤彩見、稻葉一弘
- 導演：小野原和宏、佐藤祐市、高橋伸之
- 協力：VASC、ASC、綠山Studio City、BASIS
- 制作：共同電視、東京廣播公司

## 外部連結
- 電視劇官方每集內容簡介頁 （页面存档备份，存于）

## 作品的變遷
| 東京廣播公司系列 午間電視劇「花王 愛的劇場」 | 東京廣播公司系列 午間電視劇「花王 愛的劇場」 | 東京廣播公司系列 午間電視劇「花王 愛的劇場」 |
| -------------------------------------------- | -------------------------------------------- | -------------------------------------------- |
|                                              | 永遠的1/2 （2000.9.4 - 2000.11.24）          |                                              |
| 很喜歡!五個孩子2 （2000.7.24 - 2000.9.1）    | 去溫泉吧!2 （2000.11.27 - 2001.2.23）        |                                              |